# Ramphotyphlops exocoeti
Ramphotyphlops exocoeti — вид слепозмеек, эндемик острова Рождества. Подвиды не выделяют.

## Синонимы
В синонимику вида входят следующие биномены:
- Typhlops exocoeti Boulenger, 1887
- Typhlops capensis Rendahl, 1918
- Carrtyphlopea exocoeti (Boulenger, 1887)

## Природоохранный статус
Вид отмечен как уязвимый (VU) в Красной Книге МСОП и подвержен высокому риску исчезновения в дикой природе. Это происходит из-за небольшой численности популяции и небольшой территории. В связи с этим вид подвержен воздействию человеческой деятельности (или случайных событий, влияние которых увеличивается в результате деятельности человека). Поэтому, возможно, что этот вид может стать под угрозой исчезновения или вымереть в течение очень короткого периода времени. Год оценки — 1996.